# José Francés
José Francés y Sánchez-Heredero (Madrid, 22 de julio de 1883-Madrid, 10 de septiembre de 1964), conocido también por el pseudónimo Silvio Lago, fue un periodista, crítico de arte, traductor y novelista español.

## Biografía
Nació en Madrid el 22 de julio de 1883, aunque él siempre se consideró asturiano por sus raíces familiares. Tuvo una única hermana, Amalia Francés y Sánchez-Heredero, que nació en Manila (Filipinas) el 26 de abril de 1885 y falleció en Madrid, en febrero de 1938, el mismo año que su padre (un funcionario del gobierno, que también ejerció el periodismo y publicó el libro Galeradas, 1898) y un año antes que su madre. Cursó estudios elementales en Madrid y Granada, y los de bachillerato en el Instituto Cardenal Cisneros de Madrid, en León, en Ciudad Real (donde conoció a su amigo José Subirá) y en Oviedo, donde se graduó: la familia llevaba una vida muy itinerante a causa de los numerosos destinos que daban al padre: Filipinas, Cuba, Puerto Rico, León y Ciudad Real. Su abuelo fue de hecho gobernador civil de este último lugar.

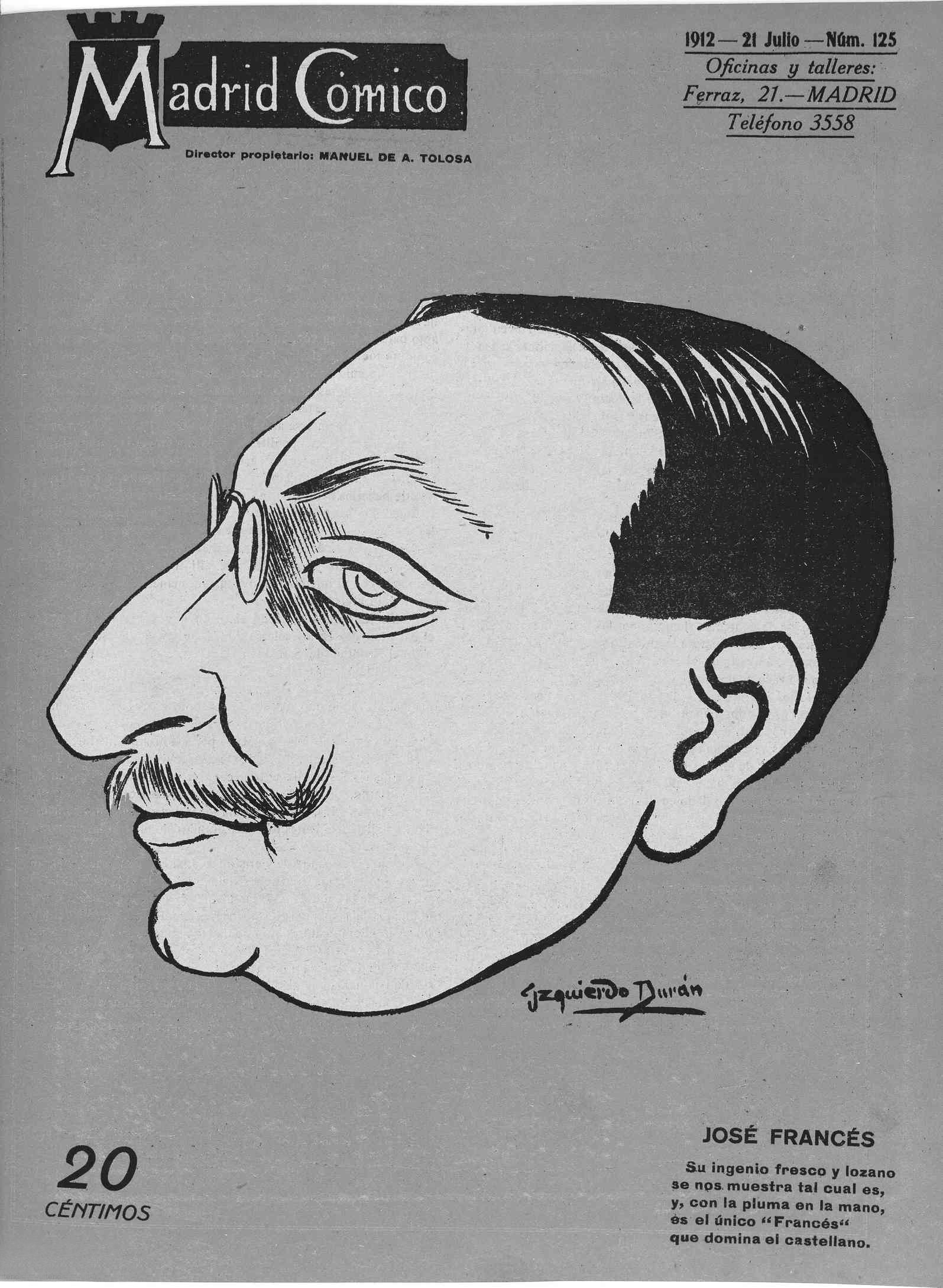
José Francés en una portada de Madrid Cómico (1912) caricaturizado por Izquierdo Durán

Ingresó por oposición en el cuerpo de Correos, en el cual dirigió la biblioteca y el museo postal. Muy trabajador y muy honesto, desde muy joven colaboró, a veces gratuitamente, en periódicos y revistas y escribió novelas. En 1905 su cuento «Alma errante» fue premiado por la revista Blanco y Negro. En 1906 obtuvo el primer premio de cuento de El Liberal con el título «Ley de amor». Pronunció también cientos de conferencias sobre temas artísticos; como crítico de arte fue un seguidor de Camille Mauclair, de quien era además amigo y con quien se carteaba; se formó en el modernismo y defendió la obra de Samuel Ros, Hermenegildo Anglada Camarasa, Ignacio Zuloaga, Eugenio Hermoso y otros artistas catalanes y vascos, sin olvidar figuras cercanas al simbolismo y el apoyo a escenógrafos, dibujantes e ilustradores (organizó exposiciones de dibujantes como el Salón de Humoristas de Madrid, escribió libros como La caricatura española contemporánea, Madrid, 1915 y frecuentó la tertulia de humoristas del café Jorge Juan). Tuvo él mismo una tertulia en su casa, a la que no faltaban Federico Marés y el marqués de Lozoya, su gran amigo.
Durante unos años fue vicepresidente del Círculo de Bellas Artes. Acumuló una biblioteca de 10 000 volúmenes y fundó con Marés un museo en el Ampurdán. Se casó con la actriz teatral Rosario Rodríguez Acosta, que interpretó varios de sus estrenos teatrales; pero ella enloqueció, fue internada en un sanatorio mental y se divorció; cuando falleció esta en 1950, se casó a los sesenta y siete años de edad con la bailarina Àurea de Sarrá, que tenía sesenta y uno, pero con la que ya convivía por lo menos desde hacía veinte años, cuando tuvieron un hijo en común. Fue amigo del musicólogo José Subirá. Colaboró en revistas como Contemporánea, Ronsel o Tobogán. Escribió diez volúmenes de El año artístico, Pintura española y la ya citada Caricatura española contemporánea. Viajó por toda Europa, y ejerció la crítica de arte sucesivamente en las publicaciones periódicas Alma Española, Nuevo Mundo, Mundo Gráfico, La Esfera (en la que escribía sus críticas con el seudónimo «Silvio Lago» y de la que fue director artístico), Informaciones y La Vanguardia. Durante la guerra civil se refugió con su mujer en la Embajada de Rumanía; el régimen franquista anuló su divorcio.

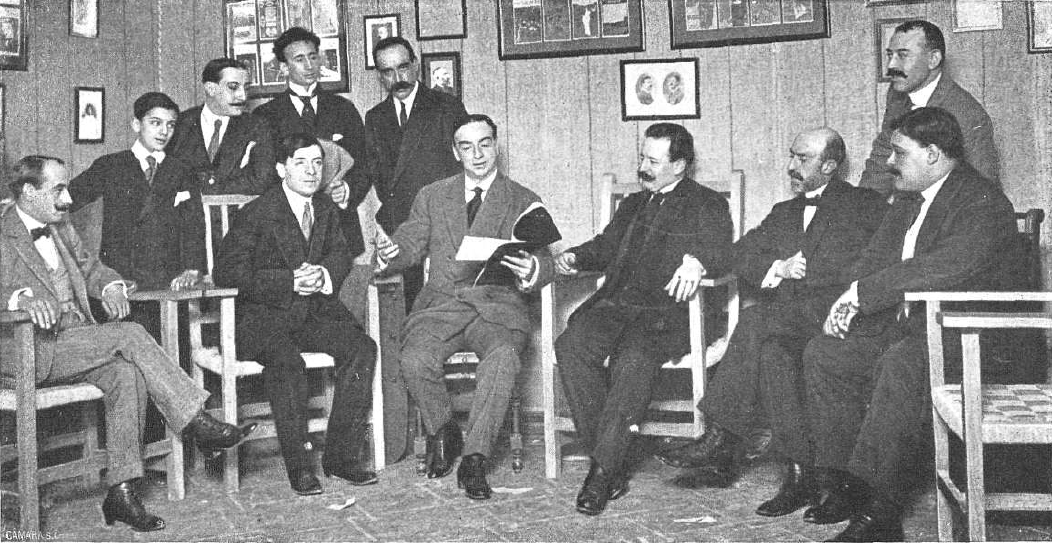
Francés asistiendo a una tertulia literaria con Francisco Villaespesa, Gregorio Martínez Sierra, Felipe Trigo, Alberto Insúa y otras personas.

Tras la guerra civil española dejó de estar abierto a novedades y se convirtió en un escritor "conservador" desempeñando una labor institucional en la Real Academia de Bellas Artes de San Fernando, donde había ingresado en 1923 y de la que fue secretario perpetuo. Vinculado a Avilés, donde solía pasar la temporada estival desde 1921, fue mecenas de algunos artistas locales, como el escultor Antonio Rodríguez García, y su Ayuntamiento lo nombró hijo adoptivo en 1926. Fue de los pocos críticos de arte en considerar la fotografía como un arte, y publicó al respecto La fotografía artística (1932); inversamente, no supo valorar las vanguardias históricas y sobre todo rechazó el cubismo y el surrealismo.
Como narrador colaboró asiduamente en las colecciones La Novela Corta y en El Cuento Semanal con relatos como Cuentos del mar y de la tierra (1915) y El café donde se ama (1925). En efecto, destaca en la narración corta, género en el que obtuvo premios importantes y que fue preferido por él, ya que escribió más de cuatrocientas. Las recogió en colecciones como Miedo, La ruta del sol, El espejo del diablo, El muerto, La peregrina enamorada, Entre el fauno y la sirena, La estatua de la carne, Adán y Eva, Páginas de amor o El misterio del Kursaal. Su prosa era bastante barroca y llena de imágenes audaces.

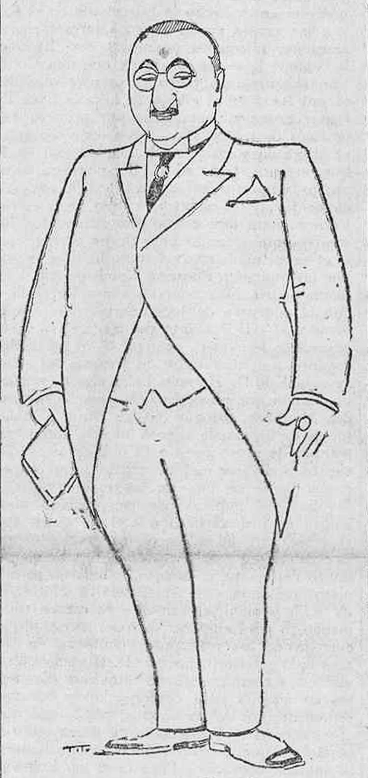
Retratado por Tito (La Libertad, 1923)

Sus novelas, una veintena, son inferiores a sus cuentos y dentro de la estética del naturalismo. Entre ellas el tema más frecuente es el erótico, y cabe destacar El alma viajera (1908) y La mujer de nadie (1915), que fue su mayor éxito popular. Otras son La raíz flotante y La danza del corazón etcétera. Es esta última la que el crítico José Domingo destaca como la más lograda; plantea el conflicto de un actor obligado a escoger entre su matrimonio burgués y su vocación. También escribió un libro misceláneo con algo de contenido autobiográfico, Miradas sobre la vida, 1925.
En cuanto a su obra dramática, compuesta de diez piezas, escribió La doble vida, La moral en el engaño, Cuando las hojas caen, El corazón despierta, Lista de Correos, La moral del mar etcétera; pero solo alcanzó éxitos discretos, acaso por su intención de adoptar en él estéticas dentro del modernismo como el simbolismo y el decadentismo, y el teatro de guiñol; sin embargo, dirigió el teatro Cervantes de Madrid durante los años 1909 y 1910, y fue Premio Nacional de Literatura en 1944 por su drama Judith, donde se entrevé el elemento biográfico de su relación con la bailarina Àurea de Sarrà, amiga de los poetas Kostís Palamás y Constantino Cavafis, y el mundo bohemio de preguerra, de gran calidad literaria, aunque su dramaturgia ya no es renovadora.
Tradujo numerosas obras policíacas de Arthur Conan Doyle y la narrativa de Edgar Allan Poe, así como El spleen de París de Charles Baudelaire; fue miembro correspondiente de la Hispanic Society of America en Nueva York, de la Academia Nacional de Artes y Letras de La Habana y de la Galería Cultural de la Academia de Bellas Artes de Brasil.
Adoptó como propio al hijo de la bailarina clásica Àurea de Sarrà, el catedrático de psicología social en la Universidad de Columbia en Nueva York y funcionario de la OEA Alberto Francés. Aunque alternaba su residencia entre un palacete en Madrid y una "torre" (chalet) en la localidad gerundense de Arenys d'Empordà, falleció en Madrid el 10 de septiembre de 1964. Le sobrevivió su segunda mujer, que fue vendiendo y dispersando su colección de arte.

## Obras (incompleto)

### Novelas
- Dos cegueras, Madrid: Fernando Fe, 1903.[11]
- Abrazo mortal, Barcelona: Sopena, 1903.[11]
- El alma viajera, 1908 y Madrid: Mundo Latino, 1923.
- La guarida, Madrid: Renacimiento, 1910.
- La débil fortaleza, 1913.
- La danza del corazón, Madrid: Llorca y Compañía, 1913.
- La mujer de nadie, Madrid: SGELP, 1915.
- Como los pájaros de bronce, Madrid: Renacimiento, 1917.
- El hijo de la noche, Madrid: Mundo Latino, 1922.
- La raíz flotante, 1922.
- Dos hombres y dos mujeres. (Vidas en penumbra). Madrid: Ed. Mundo Latino, 1923.
- El café donde se ama, Madrid: Mundo Latino, 1924.
- Los muertos vivos, 1930
- Rostros en la niebla. Madrid: Ed. Renacimiento, 1931.
- Los muertos viven. Madrid: Ed. Renacimiento, 1933.
- Su Majestad, s. a.
- La peregrina enamorada. Novela en quince episodios, Madrid: Calleja, s. a.

### Cuentos y colecciones de novelas cortas
- Miedo, Valencia: Prometeo, 1908 (colección de cuentos)
- Páginas de amor, 1912 (colección de cuentos)
- La ruta del sol, 1912 (cuentos)
- La estatua de carne, Madrid: SGELP, 1915.
- El misterio del Kursaal, 1916. 2.ª ed. Madrid: Mundo Latino, 1923.
- El muerto, novelas cortas. Madrid: Mundo Latino, 1920.
- Sortilegio, novelas cortas
- El espejo del diablo, cuentos. Madrid: Librería internacional, 1917
- Cuentos del mar y de la tierra,
- Entre el fauno y la sirena, cuentos.
- Adán y Eva

### Teatro
- Guignol. Teatro para leer'. Madrid: M. Pérez de Villavicencio, 1907.
- Más allá del honor. Comedia dramática en un acto. Madrid: Imp. S. Velasco, 1908.
- La doble vida, drama en dos actos y en prosa. Madrid: Imp. S. Velasco, 1910
- Libro de estampas. Paso de comedia. Madrid: Imp. S. Velasco, 1910.
- El corazón despierta. Comedia en un acto y en prosa. Madrid: Imp. S. Velasco, 1911.
- La bondad en el engaño. Comedia en un acto y en prosa. Madrid: Imp. S. Velasco, 1909.
- La moral del mar. Comedia en un acto y en prosa, Madrid: Imp. S. Velasco, 1909.
- Cuando las hojas caen, Madrid: Imp. S. Velasco, 1909
- Con Federico Leal, Lista de Correos, sainete.
- Judith. Tragedia en seis jornadas, Madrid: Afrodisio Aguado, 1944, Premio nacional de literatura dramática.

### Otros
- Miradas sobre la vida. Escoliario. Madrid: Biblioteca Hispana, 1925.
- De la condición del escritor. Madrid: Ed. Páez, 1930, ensayos sobre escritores admirados.
- El hombre y el río. Madrid: Ed. Aguilar, 1954.
- Mientras el mundo rueda. Glosario sentimental. Madrid: V. H. de Sanz Calleja, Editores, s. a.

### Crítica de arte
(no se incluyen sus catálogos, conferencias y discursos)
- Eduardo Rosales. Monografías de arte. Madrid: Biblioteca Estrella (c. 1919-1920).
- Federico Beltrán Masses. Monografías de arte, Madrid: Biblioteca Estrella (c. 1919-1920).
- Gustavo de Maeztu. Monografías de arte. Madrid: Biblioteca Estrella (c. 1919-1920).
- José Clará. Noticia biográfica y crítica. Monografías de arte. Biblioteca Estrella, (c. 1919-1920).
- José María López Mezquita. Monografías de arte. Madrid: Biblioteca Estrella, (c. 1919-1920).
- Manuel Benedito. Monografías de arte. Madrid: Biblioteca Estrella (c. 1919-1920)
- El mundo ríe. La caricatura universal en 1920. Madrid: Ed. Renacimiento, 1921.
- Senderos de belleza (Peregrinaciones estéticas). Madrid, Biblioteca Patria, 1923. Obra laureada con el Premio Conde de Mieres.
- El arte que sonríe y que castiga (Humoristas contemporáneos). Madrid: Ed. Internacional, 1924.
- La caricatura. Madrid: Ed. Compañía Iberoamericana de Publicaciones, S. A., 1930.
- La fotografía artística. Madrid: Ed. Compañía Iberoamericana de Publicaciones, S. A., 1932
- Los dibujantes e ilustradores contemporáneos. Madrid, 1945.
- Madre Asturias. Madrid: Ed. Afrodisio Aguado, 1945.
- Santiago Rusiñol y su obra. Madrid: Editores Gerona, 1945.
- Marceliano Santa María. Monografías de arte. Madrid: Ed. Purcalla, (c. 1945).
- Gutiérrez Solana y su obra (1886-1945) Madrid: Editores Gerona, 1947
- Eduardo Chicharro. Barcelona, 1948.
- José María Rodríguez Acosta. Madrid: Ed. Espasa Calpe, 1948
- El Museo de la Real Academia de Bellas Artes de San Fernando (Apuntes para una sucínta noticia). Madrid: Instituto de Estudios Madrileños, 1954.
- El año artístico... Madrid: Mundo Latino (publicó los de 1915, 1916, 1917, 1918, 1919, 1920, 19121, 1922, 1923, 1924, 1925 y 1926)